# Lee Smolin

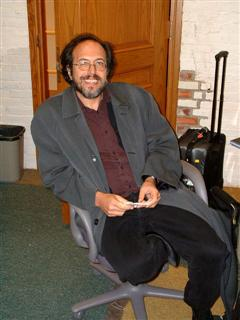
Lee Smolin an der Harvard University (2004)

Lee Smolin (* 6. Juni 1955 in New York City, USA) ist ein US-amerikanischer Theoretischer Physiker.

## Leben und Werk
Smolin besuchte das Hampshire College, wo er 1975 einen Bachelor of Arts erwarb, und die Harvard University, wo er 1979 bei Sidney Coleman und Stanley Deser in Theoretischer Physik promoviert  wurde. Von 1980 bis 1981 war er an der University of California, Santa Barbara, danach bis 1983 am Institute for Advanced Study in Princeton, von 1983 bis 1984 am Enrico Fermi Institute der University of Chicago, 1984 bis 1988 Assistenzprofessor an der Yale University, von 1988 bis 1993 Professor an der Syracuse University und anschließend an der Pennsylvania State University. Zurzeit arbeitet er am Perimeter Institute for Theoretical Physics in Kanada.
Smolin leistete wesentliche Beiträge zur Loop-Quantengravitation und vertritt die These, dass die zwei hauptsächlichen Ansätze zur Quantengravitation, Loop-Quantengravitation und Stringtheorie, zu einer einzigen zugrunde liegenden Theorie verschmolzen werden können.
2007 wurde er Fellow der American Physical Society, 2010 Fellow der Royal Society of Canada.

## Kosmologische Vererbung
Die aktuelle Forschung belegt, dass die Entstehung von Leben auf der Erde auf einer großen Anzahl „unwahrscheinlicher“ Parameter beruht. Für Kreationisten ein Indiz für Gottes Wirken, für einige Naturwissenschaftler zu viel Zufall, sodass nach Prozessen gesucht wird, die eine deutlich größere Wahrscheinlichkeit der bekannten Entwicklung nach sich zögen (siehe Anthropisches Prinzip).
Lee Smolin entwickelte dazu in seinem Buch Warum gibt es die Welt? die Idee einer kosmologischen Vererbung, die ein Beitrag zu grundlegenden kosmologischen und physikalischen Fragen wie nach der Feinabstimmung der Naturkonstanten leisten sollte. Dabei geht er davon aus, dass aus massiven Schwarzen Löchern eines Universums neue „Baby-Universen“ entstehen, die wesentliche Eigenschaften der „Mutter-Universen“ übernehmen könnten. Auf diese Weise könnte es zu einer „kosmologischen Evolution“ kommen, bei der sich „erfolgreiche“ Universen (z. B. in Hinsicht auf Langlebigkeit und damit die Möglichkeit, mehr Schwarze Löcher zu erzeugen) gegenüber anderen durchsetzen. Damit versucht Smolin, die Mechanismen der biologischen Evolution komplett auf das gesamte Universum zu übertragen:
1. Reproduktion: Jede Implosion eines Schwarzen Loches entspricht einem Urknall für ein neues Tochteruniversum in einer separaten Raumzeit
2. Variation: Die Voraussetzungen für die weitere Evolution eines jeden Tochteruniversums ähneln dem Mutteruniversum, weisen aber im Detail Unterschiede auf
3. Selektion: Je länger ein Universum existiert, desto mehr massive Sterne bzw. Molekülwolken mit viel Kohlenstoff (Anm.: Als Grundbaustein des Lebens) und spätere Schwarze Löcher bringt es hervor. Solche Universen begünstigen die Entstehung von Leben.

Der Philosoph Gerhard Schurz erläutert: „Daraus ergibt sich folgende Erklärung der scheinbaren „Unwahrscheinlichkeit“ unseres Universums: Jene Universen, deren Parameter die Entstehung von Leben begünstigen, sind zugleich jene, die sich am besten reproduzieren und daher am häufigsten auftreten. Die Wahrscheinlichkeit, dass nach einem hinreichend langen Evolutionsprozess solche Universen auftreten, die dem unseren gleichen, ist damit gar nicht mehr unwahrscheinlich.“
Obwohl diese Idee auch von Wissenschaftlern wie John D. Barrow, Brian Greene und Martin Rees vereinzelt aufgegriffen und in ihren Büchern besprochen wurde, hat sie noch keine größere Verbreitung gefunden. Schurz weist darauf hin, dass diese Hypothese eine vollkommen unbeweisbare Spekulation darstellt.

## Werke
- Warum gibt es die Welt? (The life of the cosmos). Weidenfeld & Nicolson, London 1997, ISBN 0-297-81727-2.
- Three roads to quantum gravity. Basic Books, New York 2001, ISBN 0-465-07835-4.
- Die Zukunft der Physik: Probleme der String-Theorie und wie es weitergeht (The trouble with physics: the rise of string theory, the fall of a science, and what comes next). Houghton Mifflin, Boston (Mass.) 2006, ISBN 0-618-55105-0. (The Trouble with Physics)
- Atoms of space and time. Scientific American, Januar 2004
- Time reborn – from the crisis in physics to the future of the universe. Houghton Mifflin Harcourt, Boston 2013, ISBN 978-0-547-51172-6.
  - deutsch von Jürgen Schröder: Im Universum der Zeit. Auf dem Weg zu einem neuen Verständnis des Kosmos. Deutsche Verlags-Anstalt, München 2014, ISBN 978-3-421-04575-1.
- The Singular Universe and the Reality of Time: A Proposal in Natural Philosophy. mit Roberto Mangabeira Unger, Cambridge University Press, Cambridge 2015, ISBN 978-1-107-07406-4.
- Einstein’s Unfinished Revolution. The Search for what lies beyond the Quantum. Penguin Press, New York 2019.
  - deutsch von Jürgen Schröder: Quantenwelt. Wie wir zu Ende denken, was mit Einstein begonnen hat. Deutsche Verlags-Anstalt, München 2019, ISBN 978-3-421-04686-4.